# Rossinyol del pare David
El rossinyol del pare David (Calliope pectardens) és una espècie d'ocell de la família dels muscicàpids (Muscicapidae). Es troba a les parts central i occidental de la Xina. Habita els boscos temperats.Pateix la pèrdua d'hàbitat i el seu estat de conservació es considera gairebé amenaçat.
El seu nom específic fa referència a Armand David (1826-1900), missioner francès a la Xina i naturalista.